# سيوري (طغامين)
سیوري (بالفارسية: سیوری) هي قرية تقع في إيران في قسم طغامین الريفي. يقدر عدد سكانها بـ 146 نسمة بحسب إحصاء 2016.